# Susan Orlean

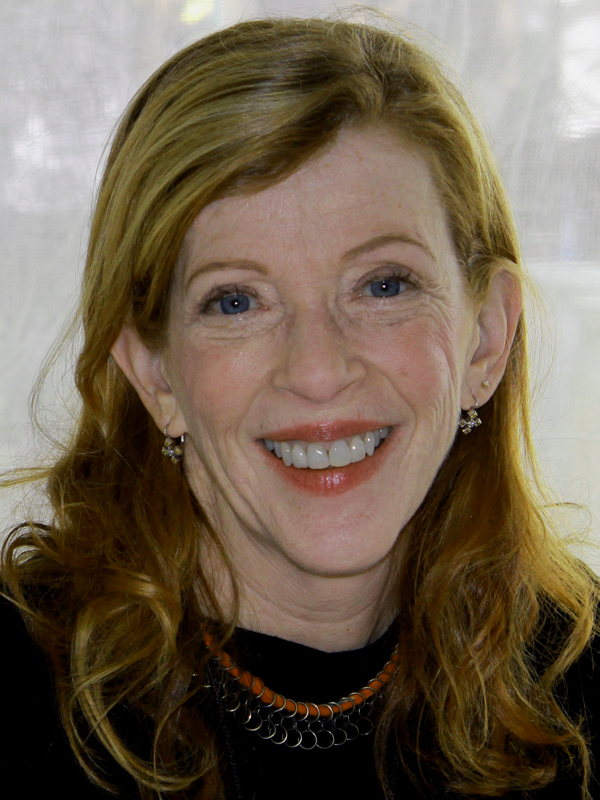
Susan Orlean (2011)

Susan Orlean (* 31. Oktober 1955 in Cleveland, Ohio) ist eine US-amerikanische Journalistin und Autorin. Unter anderem schreibt sie für das Magazin The New Yorker.
Orleans bekanntestes Werk ist Der Orchideen-Dieb (The Orchid Thief), das die Grundlage für das Drehbuch von Spike Jonzes Spielfilm Adaption. bildet. Das Drehbuch des Filmes wurde 2002 von Charlie Kaufman geschrieben, der wie Orlean im Film ebenfalls eine Figur ist.
Auch auf einem 1998 von ihr geschriebenen Artikel über junge Surferinnen aus Maui mit dem Titel Life's Swell basiert ein Film; Blue Crush wurde 2002 nach einem Drehbuch von Lizzy Weiss und John Stockwell veröffentlicht.

## Werke
- On Animals. Atlantic, London 2021, ISBN 978-1-83895-545-8.